# Face Off (episodio de Breaking Bad)
"Face Off" es el decimotercer y último episodio de la cuarta temporada del drama televisivo estadounidense Breaking Bad, y el episodio 46 en general de la serie. Se emitió originalmente en AMC en los Estados Unidos el 9 de octubre de 2011. Fue dirigida y escrita por el creador y productor ejecutivo de la serie Vince Gilligan.
El episodio marca la culminación del arco sobre el conflicto entre Walter White (Bryan Cranston) y Gus Fring (Giancarlo Esposito), que sirvió como tema central de la cuarta temporada. El episodio marca la aparición final de Esposito en la serie como Fring, así como las apariciones finales de los personajes recurrentes Héctor Salamanca y Tyrus Kitt, interpretados por Mark Margolis y Ray Campbell, respectivamente. Los tres volverían a interpretar sus papeles en la serie precuela de Breaking Bad, Better Call Saul.
El episodio fue elogiado por la critica y nombrado por TV Guide como uno de los mejores episodios de televisión de 2011.

## Trama
Después de fallar en su intento de matarlo, Walter quita la bomba del auto de Gus Fring y le pregunta a Jesse si conoce algún lugar que Gus frecuenta que no tenga cámaras de seguridad. Antes de que Jesse pueda pensar en uno, dos detectives preocupados por su conocimiento de la ricina se le acercan e interrogan sobre su sospecha. Cuando Saul Goodman llega como su abogado, Jesse le cuenta de un lugar potencial al que va Gus que no está bien vigilado: la casa de retiro de Héctor Salamanca, la Casa Tranquila, que visitó con él días antes. Saul le cuenta a Walt y descubre la mala relación que ambos llevan. 
Walt visita a Héctor y para estar a mano de su último encuentro, le ofrece una tregua a través de la oportunidad de matar a Gus como venganza. Héctor pide hablar con la DEA, pero en lugar de revelar nada, simplemente los insulta (deletreando SUCK MY y FUC en un tablero de letras). Sin embargo, Gus, informado por Tyrus Kitt, cree que Héctor irá a la DEA para contarles sobre su verdadera identidad y visita a Héctor para matarlo, como anticipó Walt. Tyrus inspecciona la habitación de la casa de retiro de Héctor en busca de trampas, pero no encuentra nada. Gus entra y reprende a Héctor por supuestamente ser un cobarde, y se prepara para matarlo mediante una inyección letal. Sin embargo, Héctor mira directamente a Gus por primera vez en años y Gus se sorprende. Héctor toca repetidamente su timbre, detonando una bomba escondida debajo de su silla de ruedas. La explosión lo mata a él y a Tyrus. Gus sale de la habitación con la cara media destruida, antes de desplomarse muerto en el suelo.
Walt escucha la noticia de la explosión en la radio y se siente aliviado. Jesse es liberado de la custodia policial, pero es raptado y se ve obligado a cocinar metanfetamina en el laboratorio a punta de pistola por dos secuaces de Gus. Walt se dirige al laboratorio, mata a los matones y libera a Jesse. Sabiendo que Hank se está acercando al laboratorio, Walt y Jesse lo queman.
Más tarde, Jesse le dice a Walt que Brock vivirá y que fue envenenado con bayas de lirio de los valles, que a veces los niños comen por su sabor dulce. Aunque Jesse cuestiona la decisión de matar a Gus, ya que al final nunca envenenó a Brock después de todo, Walt le asegura a Jesse que tenía que hacerlo, tras ello se despiden. Walt llama a Skyler, quien, junto con el resto de la familia, todavía bajo encierro, se entera de la explosión por las noticias. Skyler le pregunta a Walt si él causó la explosión y qué pasó, a lo que él simplemente responde: "Gané". El episodio termina con una toma de una planta de lirio de los valles en el patio trasero de Walt, que revela que, de hecho, fue Walt quien envenenó a Brock.

## Producción

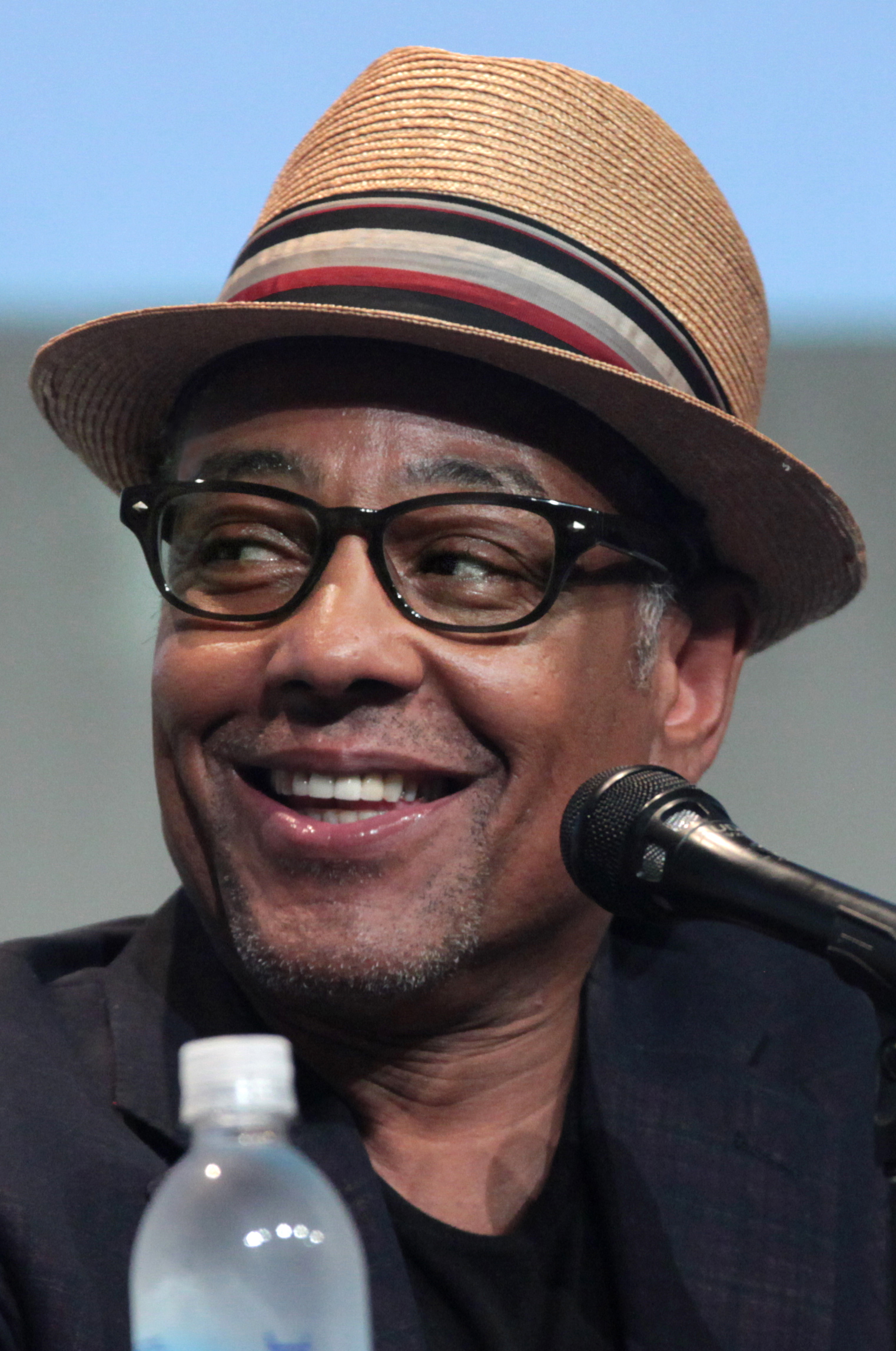
Giancarlo Esposito hizo su última aparición como Gus Fring en Breaking Bad antes de retomar el papel en Better Call Saul.

El episodio fue escrito y dirigido por el creador de la serie Vince Gilligan. Marcó el crédito final de dirección de Gilligan en la serie antes de volver a dirigir en el final de la serie.
Este episodio marca la última aparición en la serie de Giancarlo Esposito como Gus Fring, y los actores recurrentes Mark Margolis como Héctor Salamanca y Ray Campbell como Tyrus Kitt. Esposito, Campbell y Margolis volverían a interpretar sus respectivos papeles en la serie derivada de Breaking Bad, Better Call Saul: Margolis de la segunda temporada del programa, y Esposito y Campbell de la tercera.
El resumen de la trama fue planeado por el equipo de producción de la serie desde el comienzo de la temporada, en parte porque en ese momento no estaban seguros de si la serie se renovaría por otra temporada. El efecto visual de las enormes heridas faciales de Gus tomó meses en prepararse, con la ayuda de Greg Nicotero y el equipo de efectos especiales del drama de AMC The Walking Dead. El efecto se produjo usando maquillaje elaborado en el rostro de Esposito, con imágenes adicionales generadas por computadora que combinaban dos tomas separadas. El título del episodio "Face Off" también pretendía ser una referencia a que Gus perdió la mitad de su rostro en la explosión.
Las canciones que se escucharon a lo largo del episodio fueron "Black" de Danger Mouse y Daniele Luppi con Norah Jones, "Goodbye" de Apparat y "Freestyle" de Taalbi Brothers. El uso de las tres canciones fue elogiado como una de las mejores elecciones musicales de la serie por Uproxx, mientras que Complex nombró específicamente a "Black" en una lista similar.

## Recepción

### Recepción de la crítica

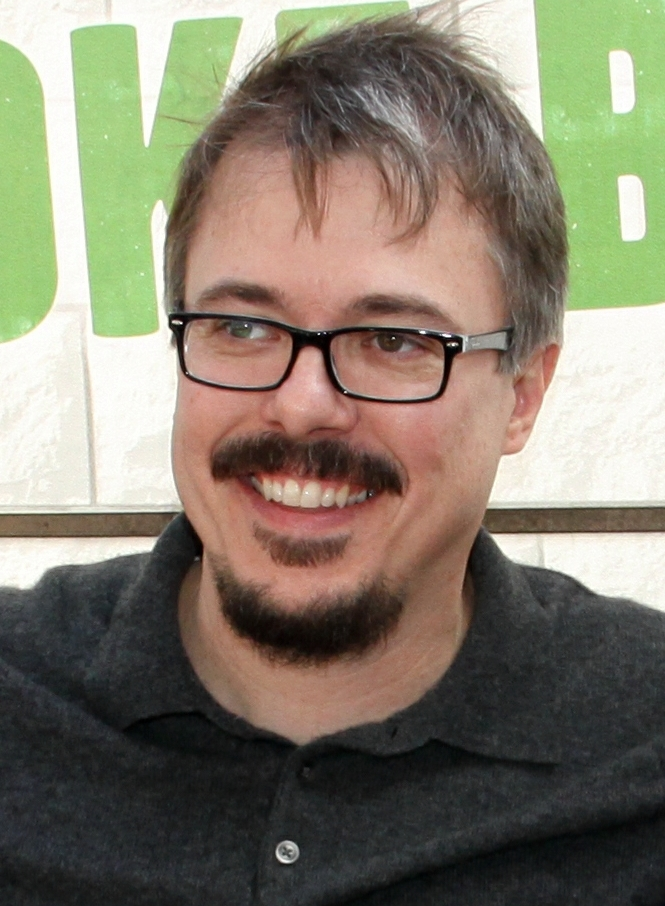
Vince Gilligan recibió elogios por su dirección y escritura del episodio.

Seth Amitin de IGN otorgó al episodio 9,5 sobre 10 y lo describió como "la combinación perfecta de Breaking Bad". Alan Sepinwall, reseñando para HitFix, dijo que el episodio fue "fantástico, de principio a fin". Matt Richenthal de TV Fanatic otorgó al episodio un 4,8 sobre 5 y describió Breaking Bad como "el mejor programa de televisión". Donna Bowman de The AV Club otorgó al episodio una "A". James Poniewozik de la revista Time describió el final como "impresionante, moralmente abrasador y, bueno, explosivo".... con algunos momentos de mierda para la historia", mientras que Tim Goodman de The Hollywood Reporter consideró que el episodio "hizo muchas cosas bien, corrigiendo el curso de la mayoría... preocupaciones y brindar a los espectadores no solo un episodio satisfactorio y lleno de acción, sino también poner el programa en el camino para terminar... en un estado dramático casi perfecto." 

### Premios
El episodio fue nominado a siete Premios Primetime Emmy en la 64.ª ceremonia, incluyendo Mejor Dirección para una Serie Dramática para Vince Gilligan; Mejor actor invitado en una serie dramática para Mark Margolis; Fotografía excepcional para una serie de una sola cámara; Mejor edición de imágenes con una sola cámara para una serie dramática; Edición de sonido excepcional para una serie; Mezcla de sonido excepcional para una serie de comedia o drama (una hora); y Efectos Visuales Especiales Sobresalientes en un Papel Secundario. El editor Skip Macdonald ganó el premio ACE Eddie a la serie de una hora mejor editada para televisión comercial por este episodio. Gilligan fue nominado para el Premio del Sindicato de Directores de América por Logro Destacado como Director en Serie Dramática. El episodio también recibió nominaciones por Logros sobresalientes en mezcla de sonido para series de televisión en los premios Cinema Audio Society; Mejor Edición de Sonido en Televisión - Versión Corta: Efectos de Sonido y Foley en los Golden Reel Awards; y Efectos Visuales de Apoyo Sobresalientes en un Programa de Transmisión en los Premios de la Sociedad de Efectos Visuales.